# Municipio de Timberhill
El municipio de Timberhill (en inglés: Timberhill Township) es un municipio ubicado en el condado de Bourbon en el estado estadounidense de Kansas. En el año 2010 tenía una población de 217 habitantes y una densidad poblacional de 2,33 personas por km².

## Geografía
El municipio de Timberhill se encuentra ubicado en las coordenadas 37°59′32″N 94°52′35″O / 37.99222, -94.87639. Según la Oficina del Censo de los Estados Unidos, el municipio tiene una superficie total de 93.03 km², de la cual 92,55 km² corresponden a tierra firme y (0,52 %) 0,48 km² es agua.

## Demografía
Según el censo de 2010, había 217 personas residiendo en el municipio de Timberhill. La densidad de población era de 2,33 hab./km². De los 217 habitantes, el municipio de Timberhill estaba compuesto por el 98,62 % blancos, el 0,46 % eran asiáticos y el 0,92 % eran de una mezcla de razas. Del total de la población el 0,46 % eran hispanos o latinos de cualquier raza.